# Rabaul
Rabaul é uma cidade da Papua-Nova Guiné, na ilha da Nova Bretanha e província da Nova Bretanha Oriental.
Fundada na caldeira de um vulcão, a cidade foi a capital da província de East New Britain no país até ser devastada por uma erupção em 1994, o que fez a capital ser transferida para Kokopo, 20 km a leste e a construção de um novo aeroporto fora dos limites da caldeira. Estes novos assentamentos populacionais ao largo da caldeira vulcânica continuam habitualmente a ser chamados de Rabaul, apesar da cidade em si ter perdido sua significância e parte da população, com poucas das antigas edificações tendo sobrevivido à erupção.
Rabaul é um ponto turístico procurado pelas ótimas condições proporcionadas aos praticantes de mergulho em apneia ou tanques de oxigênio, possuindo um dos melhores portos naturais do Pacífico, que durante grande parte do século XX foi o principal destino comercial e turístico na Nova Guiné.

## História
Em 1910, os alemães, então os colonizadores da ilha, estabeleceram seu centro administrativo na nova cidade de Rabaul. Com a derrota na Primeira Guerra Mundial, os australianos, novos administradores por decisão da Liga das Nações, lá estabeleceram a capital do criado Território da Nova Guiné. Sob esta administração, Rabaul foi transformada numa base militar regional por sua localização estratégica e pelas condições de seu porto natural.
Em 1937 entretanto, uma erupção dos vulcões Tarvurvur e Vulcan destruiu parcialmente a cidade, causando grandes danos e matando 507 habitantes. Em consequência disto, a administração australiana resolveu restabelecer o centro administrativo e seu quartel-general na ilha para a mais segura Lae, de onde os alemães haviam saído em 1910, depois que o crescimento da economia colonial na Nova Guiné criou a necessidade de se criar um centro de negócios na nova cidade de Rabaul, maior e de construções mais modernas que Lae.

## Segunda Guerra Mundial
Quando do ataque japonês a Pearl Harbor, em 7 de dezembro de 1941, ficou claro aos Aliados que Rabaul seria alvo das ambições do Japão em sua expansão militar pelo Oceano Pacífico. Todas as mulheres e crianças da região foram evacuadas ainda em 1941, antes que começassem os pesados bombardeios japoneses, que anunciaram o desembarque de milhares de fuzileiros da marinha imperial nas praias da Nova Guiné em 23 de janeiro de 1942.

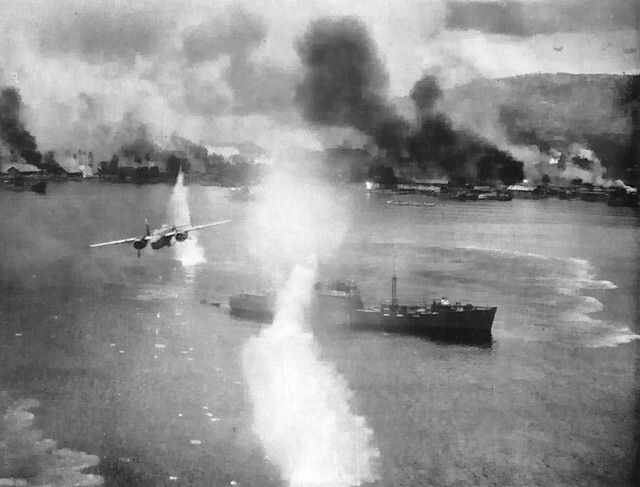
Ataque aéreo ao porto de Rabaul na Segunda Guerra Mundial

Durante a ocupação, o exército japonês transformou o lugar numa grande fortaleza militar, com centenas de quilômetros de túneis subterrâneos cavados como proteção aos ataques aéreos aliados, chegando a contar com uma guarnição de 110 000 soldados em 1943.
Em vez de invadir Rabaul, a estratégia militar aliada preferiu isolá-la, construindo um cinturão de aeroportos em ilhas e atóis tomados à sua volta, durante seu avanço contra o Japão, de onde aviões a mantinham sob constantes ataques aéreos e cortaram sua linha de suprimentos civis e militares com um bloqueio marítimo, o que trouxe fome à cidade e a transformou numa fortaleza inútil. Ela ficou sob ocupação japonesa até o fim da guerra, quando foi entregue sem luta aos Aliados, com a rendição oficial do Japão em setembro de 1945.

## Erupção

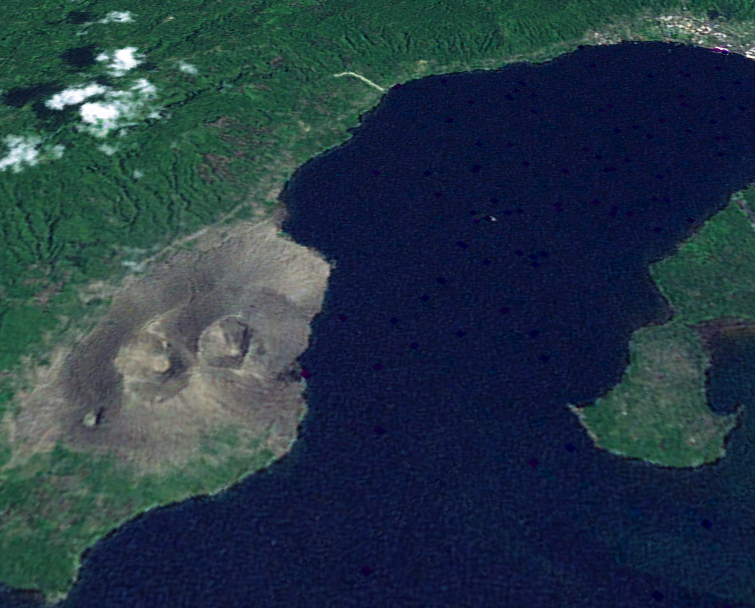
A caldeira de Rabaul vista do espaço.

Em 1983 e 1984 a cidade esteve em alerta para evacuação devido aos sinais de atividade sísmica dos vulcões Tavurvur e Vulcan, porém nada aconteceu até 1994, quando finalmente uma nova erupção destruiu o aeroporto e cobriu a cidade de cinzas, causando o desabamento de grande parte das construções e edifícios em seu lado oriental, devido à quantidade de cinza vulcânica acumulada nos tetos e telhados. A partir deste acontecimento, a capital da província foi definitivamente instalada na cidade de Kokopo.